# Athletics vs. Giants in the World's Championship Baseball Series of 1911
Athletics vs. Giants in the World's Championship Baseball Series of 1911 è un cortometraggio muto del 1911 prodotto dalla Essanay di Chicago. Il nome del regista non viene riportato nei credit.
Nel documentario appaiono alcuni dei nomi più noti del baseball di quegli anni, da Home Run Baker (1886-1963), Connie Mack (1862-1956), Christy Mathewson (1880-1925) e John J. McGraw (1873-1934).

## Produzione
Il film fu prodotto dalla Essanay Film Manufacturing Company.

## Distribuzione
Distribuito dalla General Film Company, il film - un cortometraggio di una bobina - uscì nelle sale cinematografiche degli Stati Uniti il 25 ottobre 1911.